# Batalla del Puerto de Baños
La batalla del Puerto de Baños fue una batalla de la Guerra de la Independencia Española ocurrida el 12 de agosto de 1809 en Baños de Montemayor (Cáceres) entre las fuerzas comandadas por Robert Thomas Wilson y el mariscal de Francia, Michel Ney.

## Antecedentes

Campañas francesas

Tras la desastrosa Convención de Sintra, en la que se permitió la repatriación de las tropas francesas derrotadas en la batalla de Vimeiro, las tropas expedicionarias británicas en España y Portugal fueron puestas bajo el mando de John Moore. Con la llegada de Napoleón con un ejército en España, los franceses entraron en Madrid el 4 de diciembre y Soult recibe órdenes del emperador de perseguir y derrotar el ejército inglés del general Moore, que tiene que reembarcar durante la coruñesa Batalla de Elviña.
El rearme austríaco que acabaría con la guerra de la Quinta Coalición provocó que Napoleón marchara de Valladolid el 17 de enero, llegando a París el 23 de enero y ordenó al mariscal Soult que invadiera Portugal desde el norte, y como respuesta Arthur Wellesley fue enviado a Lisboa el 22 de abril, y reforzado, se dedicó a la ofensiva, obligando, después de la segunda batalla de Oporto, a la retirada de Soult de Portugal hasta Orense y posteriormente a abandonar Galicia por Valdeorras en dirección a Zamora después de su derrota a la batalla de Ponte Sampaio.
Las tropas británicas de Wellesley avanzaron hacia España para unirse a 33.000 tropas españolas bajo el general Cuesta, que había conseguido rehacer el ejército de Extremadura después de la derrota a la batalla de Medellín, marchando por el valle del Tajo hasta Talavera de la Reina, donde se encontraron con 46.000 franceses que iban a su encuentro bajo el mariscal Claude Victor Perrin y el mayor general Horace Sébastiani, con el rey José I Bonaparte, al mando nominal.
El 12 de junio de 1809, el emperador ordenó al mariscal Soult que tomara el mando del II, V y VI cuerpo y se moviera contra el ejército británico. A finales de julio de 1809, el ejército británico de Arthur Wellesley y el ejército español de Gregorio García de Cuesta, duque de Alburquerque, derrotaron el ejército francés del rey José Bonaparte en la batalla de Talavera. Soult tardó un tiempo a reunir las tropas pero el 27 de julio, el V Cuerpo del Mariscal Mortier, 16.916 infantes y 1.853 dragones, salió de Salamanca hacia el sur. Soult recibió el 29 un convoy de artillería para sustituir los cañones perdidos en la Invasión de Portugal de 1809 y los 18.740 hombres marcharon hacia el sur el 30. El mariscal Michel Ney con 12.500 hombres parte el 31 de julio después de dejar una brigada de 3.200 hombres. Napoleón insistió en que Soult se mantuviera cerca para evitar ser atacado por separado, y los 10.000 franceses de François Étienne de Kellermann se quedaron defendiendo León. Soult era consciente de que los españoles y portugueses podrían enviar 20.000 hombres contra Kellermann, pero aceptó el riesgo porque entendió que el ejército británico de Wellesley era el objetivo principal.
Wellesley no pudo explotar el triunfo debido al fracaso de sus arreglos logísticos y al cabo de pocos días descubrió que el ejército de Soult intentaba cortar el camino de Portugal. En consecuencia, los ejércitos británicos y españoles se retiraron al oeste, evitando ser interceptados por las fuerzas de Soult. Francisco Javier Venegas y el ejército de la Mancha impidieron que Sébastiani reforzara al ejército del rey bonapartista en Talavera y con Sébastiani lejos del frente, el camino hacia Madrid estaba casi indefenso. Wellesley esperaba que la presión de la ofensiva de Venegas obligaría a los franceses a retirarse y el ejército de la Mancha presionó hacia Toledo y Aranjuez. El 29 de julio se detuvo hasta el 5 de agosto. José dejó el cuerpo de Claude Perrin Victor para vigilar Wellesley y Cuesta, y volvió a Illescas, donde se podía mover para bloquear a Venegas o Wellesley si fuera necesario, y Ney volvió a Madrid. Cuesta fue derrotado por Soult a la batalla de Puente del Arzobispo donde recuperaron 14 de las 17 piezas de artillería francesa perdidas en Talavera y sin perseguir a sus enemigos hacia las montañas. José Bonaparte ordenó a Michel Ney que volviera al norte para ayudar a François Étienne de Kellermann y colocó los dos cuerpos restantes de Soult a la defensiva a Plasencia y Talavera. Este despliegue liberó el I Cuerpo de Claude Victor Perrin para marchar al este contra Venegas. 
Para proteger su retirada en Portugal, Wellesley dispuso que el duque del Parque dispusiera tropas en el Puerto de Baños y el marqués de Valle de la Reina en el de Perales, y hacia el 2 de agosto, cuando los franceses de Soult habían entrado a Plasencia, el marqués de la Reina se había retirado a Almaraz para defender el puente. Después de avanzar hacia Escalona, Robert Thomas Wilson recibió la orden de dirigirse al puerto, esquivando con éxito algunas columnas interceptores francesas atravesando las montañas. En Puerto de Baños, Wilson se encontró a la tropa de Ney marchando hacia el norte para cruzar el pase y decidió luchar. El 4 de agosto, Venegas supo que Wellington y Cuesta estaban en retirada y que los franceses iban a su encuentro, y a pesar de ello, decidió quedarse en el Tajo y arriesgarse a una batalla contra los franceses. Al día siguiente se concentraba a la orilla sur del río, en Aranjuez, derrotándolos a la batalla de Aranjuez. Cuando el rey José llegó a Aranjuez, decidió no cruzar allá y cruzar el puente de Toledo, siendo seguido por Venegas en una marcha paralela. Los franceses llegaron antes en Toledo, el 8 de agosto, y al día siguiente por la mañana, Sebastiani atravesó el río, alejando el destacamento español que vigilaba la ciudad y a las tropas de Tomás de Zeráin, que se retiraron a Almonacid de Toledo, donde se reunió con el resto del ejército español el 10 de agosto, el resto del ejército español había subido a Almonacid.

## La batalla
Después de una habilidosa defensa, las tropas de Robert Thomas Wilson, que contaba con 4000 hombres pero no disponía de artillería, fueron derrotadas por el cuerpo de Michel Ney en su marcha de regreso pero después de nueve horas de combate los españoles se refugiaron en las montañas y los británicos escaparon hacia Portugal sin más incidentes, y Ney procedió en Salamanca.

## Consecuencias
Después de derrotar a Cuesta en la batalla de Puente del Arzobispo, Jean-de-Dieu Soult detuvo su ofensiva sin perseguir sus enemigos en las montañas y esperó a reagrupar su ejército para una invasión de Portugal que, finalmente, no se produjo y José Bonaparte ordenó al VI Cuerpo de Michel Ney que volviera al norte para ayudar a François Étienne de Kellermann y colocó los dos cuerpos restantes de Soult a la defensiva en Plasencia y Talavera. Este despliegue liberó el I Cuerpo de Claude Victor Perrin para marchar al este contra Francisco Javier Venegas derrotándolo a la batalla de Almonacid.
Con sus tropas muertas de hambre, Arthur Wellesley retiró su ejército a Oropesa (Toledo) primero y después en Badajoz donde se pudo asegurar suministros suficientes, y desconcertado por el comportamiento errático de Cuesta y por la ineptitud del ejército español, Wellington prometió no cooperar con los ejércitos españoles hasta que sus generales y sus tropas fueran más fiables. Ante el gobierno británico argumentó que podía mantener Portugal contra un ejército francés de 70.000 a 80.000 hombres. Con cuyo objeto, Wellington dictó las órdenes de construir las líneas de Torres Vedras para proteger Lisboa.